# 潘家铮
潘家铮（1927年11月12日—2012年7月13日），浙江绍兴人，中国水利工程学家、科普作家，中国工程院资深院士与副院长。

## 生平
1927年11月12日，潘家铮出生在浙江绍兴的一个书香门第，从小酷爱读书。
抗日战争结束后的次年，潘家铮报考浙江大学，1950年，毕业于浙江大学土木工程系。大学毕业七年之后，潘家铮出任新安江水电站副总工程师。
1966年，文化大革命爆发后，潘家铮被打倒，一度中断水利研究和开发工作4年，这4年中，潘家铮自述是人生最黑暗的4年。
1970年，潘家铮重新担任水利研发工作，并同时从事科幻小说的著述。
1985年，潘家铮出任三峡工程论证领导小组副组长及技术总负责人。
2012年7月13日在北京去世，享年85岁。

## 个人生活

### 才艺
潘家铮既是一个水利专家，也是一个科幻小说家，同时是一个诗人。

## 履历
- 中国水利电力部总工程师。
- 能源部水电总工程师。
- 中国长江三峡工程开发总公司技术委员会主任。
- 中国大坝委员会主席。
- 中国岩石力学与工程学会理事长。
- 中国科学院与中国工程院的两院院士。
- 清华大学双聘教授，博士生导师。

## 作品
- 《一千年前的谋杀案》[2]
- 《偷脑的贼》[2]
- 《潘家铮院士科幻作品选》（分别为《蛇人》、《吸毒犯》、《地球末日记》、《UFO的辩护律师》）[2]

## 奖项
- 何梁何利科技进步奖。[2]
- 光华工程科技奖。[2]
- 国际岩土工程学会特殊杰出贡献奖。[2]